# Manolis Karelis
Manolis Karelis, gr. Μανόλης Καρέλλης (ur. 28 czerwca 1932 w Heraklionie, zm. 27 lutego 2014) – grecki polityk, dziennikarz i samorządowiec, burmistrz Heraklionu, poseł do Parlamentu Europejskiego III kadencji.

## Życiorys
Studiował prawo na Uniwersytecie Narodowym im. Kapodistriasa w Atenach. Pracował zawodowo jako dziennikarz, był redaktorem pisma „I Alaji”. W okresie junty czarnych pułkowników związany ze środowiskami opozycyjnymi, czasowo więziony z przyczyn politycznych. Po przemianach ustrojowych działał w Panhelleńskim Ruchu Socjalistycznym (PASOK). W latach 1975–1989 sprawował urząd burmistrza Heraklionu. Od 1993 do 1994 był eurodeputowanym III kadencji, należąc do frakcji socjalistycznej.